# 尼克·弗萊徹

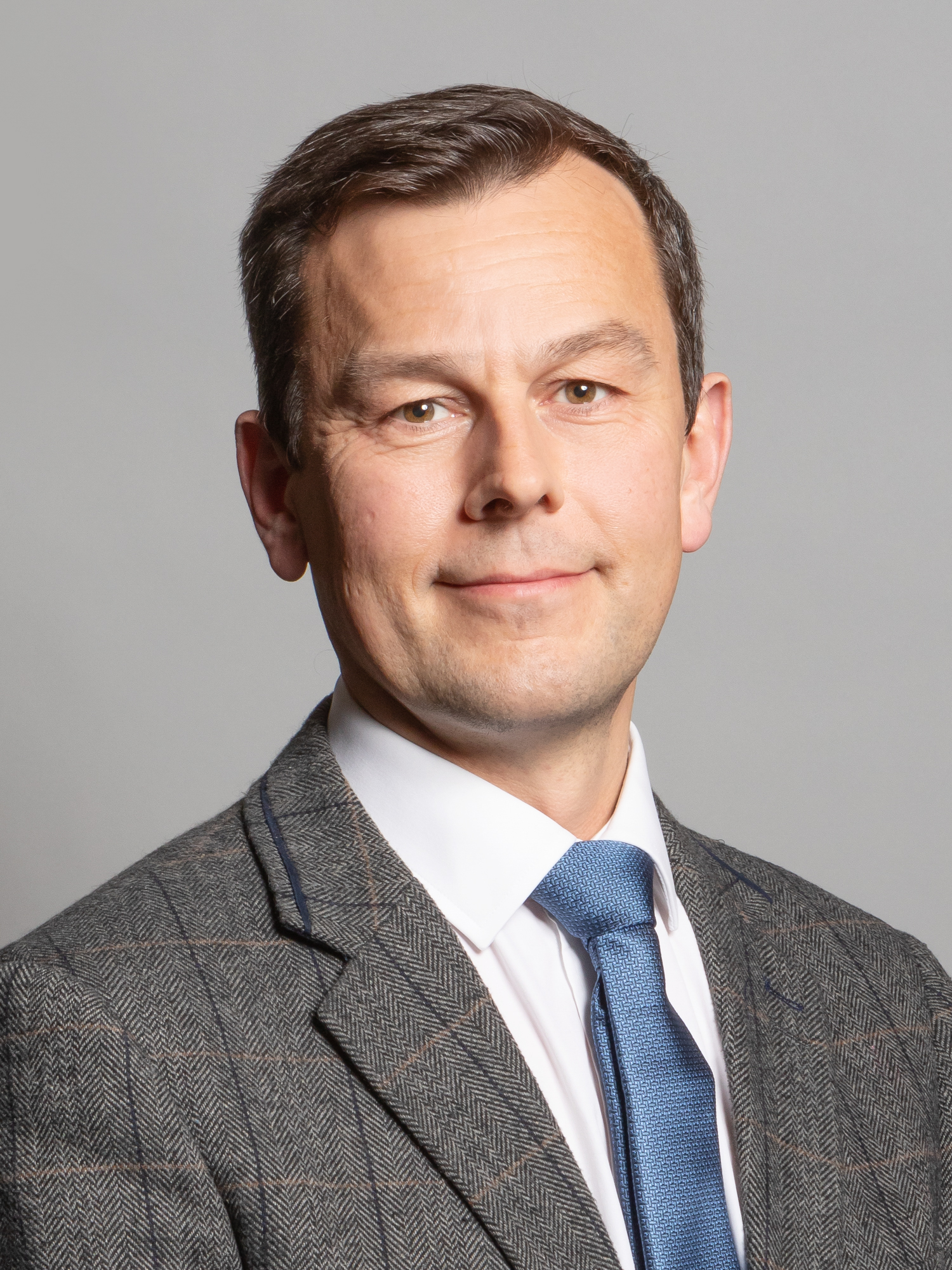

尼克·弗萊徹（英語：Nicholas Anthony Fletcher；1972年7月15日—）是英國的一位政治家，所屬政黨是保守黨。他在2019年英國大選中當選唐河谷的議員，成為唐河谷自選區創建以來第一位保守黨議員。他已經結婚並有兩個孩子。 